# 究極超人あ〜る
『究極超人あ〜る』（きゅうきょくちょうじんあーる）は、ゆうきまさみによる日本の漫画、またそれを原作としたOVA。第19回星雲賞コミック部門受賞。2012年11月時点で累計発行部数は430万部を記録している。

## 作品概要
週刊少年漫画雑誌『週刊少年サンデー』（小学館）にて、1985年から1987年にかけて連載された（昭和60年34号 - 昭和62年32号）。単行本は小学館から少年サンデーコミックス全9巻、同ワイド版全4巻、小学館文庫全5巻が刊行されている。2018年にはビッグスピリッツコミックススペシャル版がBOX1（1 - 5巻）、BOX2（6 - 10巻）のセットで発売され、10巻に関しては単独でも発売された。その後、BOX版の1～9巻も単独で発売されている。
他のメディアでの展開はその項を参照。
私立春風高校を舞台に「光画部」（こうがぶ、一般にいう写真部）に属する生徒・OBたちとその周辺で起きるさまざまな珍妙な（ある意味非常識な）出来事を描いた学園コメディ漫画。それまで部活動をテーマにした作品は体育会系のクラブ活動を熱く描くものが多かった中、派手な活躍の場が少なく、比較的地味とされていた文化系クラブにスポットライトを当てた。社会的には変人に分類される個性的な生徒や人々の感性や生態をユーモアをこめて肯定的に描いている。
本作の舞台である春風高校はごく普通の学校だがどこか変な人が集っており、中でも光画部は（OBも含めて）特に個性豊かな人々が集まっている。（一応）主人公であるR・田中一郎は、マッド・サイエンティストが世界征服のために作った、（あらゆる意味で）人間同等のアンドロイドという非常識極まりない存在であるが、登場人物たちにあっさりと受け入れられているばかりでなく、周りのあまりにも非常識な人々の前では、非常に影が薄い。作品中には当時の時事ネタや特撮・アニメネタなどが豊富に織り込まれており、解る人は大笑いし、解らない人にも何となく笑えてしまう話の作りが人気の源である。
人間と同等のアンドロイドが実在するという点においてはSFに分類されるが、それが日常のものとして受け入れられているという意味ではエブリデイ・マジックの要素も持ち合わせる。

## 少年サンデー連載終了後

### 2010年代
2010年、作者・ゆうきまさみ画業30周年を記念した様々な企画の一つとして単行本『ゆうきまさみ年代記』が発売され、描き下ろし読切「究極超人あ〜る EVOLUTION」が収録された。『究極超人あ〜る』がストーリーのベースになっており、そこに『鉄腕バーディー』のバーディー&つとむや『機動警察パトレイバー』の泉野明などの歴代ゆうきキャラが登場する。
連載終了から25年後の2012年には、『週刊ビッグコミックスピリッツ』49号で読切短編「究極戦隊コウガマン劇場版3D」が掲載された。これは前年に発生した東日本大震災の復興支援を目的としたチャリティー企画「ヒーローズ・カムバック」の一環として行われており、2013年4月30日に同企画の作品をまとめた単行本『3.11を忘れないために ヒーローズ・カムバック』を発売し、諸経費を除いた収益が寄付された。
2015年、作者の画業35周年を記念した企画が小学館の雑誌で行われ、その中で『あ〜る』関連の企画も行われた。『月刊!スピリッツ』10月号に「『究極超人あ〜る』ほぼ週めくり!?“あ〜る”な究極カレンダー」が特別付録として添付され、前後編の新作読切の前編が『週刊ビッグコミックスピリッツ』42・43合併号、後編が『月刊!スピリッツ』11月号に掲載された。以降も続編が『ビッグコミックスピリッツ』で不定期に掲載されている。
「Rグルメしませうの巻」以降の読切は『サンデー』連載終了後からの続編（作中では1987年秋ごろ）となっているが、連載終了後の現実の事象についても触れる描写が見られる。
連載終了後の新作をまとめた単行本は、既刊少年サンデーコミックスから続き番号となる第10巻として2018年8月10日に発売された（ただし、ビッグコミックススペシャルからの刊行のため判型は異なる）。また、第9巻までのビッグコミックススペシャル版と第10巻を5巻ずつセットにして、描き下ろしイラスト、限定ファンブックなども収録した『究極超人あ〜る 完全版BOX』が7月・8月の2か月連続で発売された。

### 2020年代
2020年9月14日、ゆうきまさみ画業40周年を記念した企画が『週刊ビッグコミックスピリッツ』42・43合併号で告知された。同年12月に初の大規模となる展示イベント「ゆうきまさみ展」を東京・東京ドームシティ Gallery AaMoで開催すると発表した。また、本作品の主人公、R・田中一郎の等身大フィギュア、春風高校光画部部室を再現するクラウドファンディング企画が始動することも併せて発表された。
同年10月、『スピリッツ』47号（17日発売）に新作読切（2010年のクロスオーバー読切の続編）が掲載された。なお、同誌では同年7号から『新九郎、奔る!』が移籍連載されており、これ以後『あ〜る』掲載号は同作との2本立てになっている。47号では雑誌表紙に同作主人公の伊勢新九郎とR・田中一郎が並んで描かれている。また、クロスオーバーにも新九郎が1コマだけ登場している。
2021年8月、『スピリッツ』36・37合併号（10日発売）に続編が掲載された。
2025年8月、『スピリッツ』38号（18日発売）に、本作の連載40周年とゆうきの画業45周年とを記念した読み切りが掲載された。

### 特別編・続編の一覧
『週刊少年サンデー』連載終了後に発表された読切作品を以下にまとめる。初出に号数のみ記載の場合は『週刊ビッグコミックスピリッツ』掲載である。なお、掲載時間の開きを作中でネタにしつつも作中の時間軸は1987年である。
| 発表順            | 単行本内での話数  | 単行本でのサブタイトル         | 初出時のサブタイトルまたはタイトル | 初出                                   | 他書籍への収録                                                               |
| 単行本 第10巻収録 | 単行本 第10巻収録 | 単行本 第10巻収録              | 単行本 第10巻収録                  | 単行本 第10巻収録                      | 単行本 第10巻収録                                                            |
| ----------------- | ----------------- | ------------------------------ | ---------------------------------- | -------------------------------------- | ---------------------------------------------------------------------------- |
| 1                 | 第9話             | 究極超人あ〜るEVOLUTIONの巻    | 究極超人あ〜るEVOLUTION            | 単行本『ゆうきまさみ年代記』（2010年） | 単行本『ゆうきまさみ年代記』（2010年）                                       |
| 2                 | 第8話             | 究極戦隊コウガマン劇場版3Dの巻 | 究極戦隊コウガマン劇場版3D         | 2012年49号                             | アンソロジー『ヒーローズ・カムバック』                                       |
| 3                 | 第1話             | Rグルメしませうの巻（前編）    | Rグルメしませうの巻（前編）        | 2015年42・43合併号                     | －                                                                           |
| 4                 | 第2話             | Rグルメしませうの巻（後編）    | Rグルメしませうの巻（後編）        | 『月刊!スピリッツ』2015年11月号        | －                                                                           |
| 5                 | 第3話             | またなにかたくらんでる!の巻    | またなにかたくらんでる!の巻        | 2017年34号                             | －                                                                           |
| 6                 | 第4話             | W選挙の巻（その1）             | W選挙の巻                          | 2018年2・3合併号                       | －                                                                           |
| 7                 | 第5話             | W選挙の巻（その2）             | 続・W選挙の巻                      | 2018年4・5合併号                       | －                                                                           |
| 8                 | 第6話             | W選挙の巻（その3）             | W選挙の巻（その3）                 | 2018年33号                             | －                                                                           |
| 9                 | 第7話             | 光画部は懲りない!の巻          | 光画部は懲りない!の巻              | 2018年36・37合併号                     | －                                                                           |
| 単行本化未定      |                   |                                |                                    |                                        |                                                                              |
| 10                | －                | －                             | 究極超人あ〜るEVOLUTION            | 2020年47号                             | 単行本『ゆうきまさみロングインタビュー WITH A LITTLE BIT OF LUCK』（2021年） |
| 11                | －                | －                             | どっこいしょの巻                   | 2021年36・37合併号                     | －                                                                           |
| 12                | －                | －                             | 究極超人あ〜る                     | 2025年38号                             | －                                                                           |

### グッズ
2016年2月、バレンタインデーのエピソードを描いた「14日の土曜日」の巻で、椎子がRに贈ったハート型のせんべいをモチーフにした“究極超人あ〜る メモリアルせんべい”がナタリーストアで販売された。ただし、この製品はバレンタイン当日の14日を過ぎてからの発送であった。
連載終了から30年を経た2017年4月、アクションフィギュア『figma R・田中一郎』が発売された。

## 作品の背景と特徴
もともとこの漫画は全くの創作というわけではなく、その舞台は都立板橋高校の光画部をモデルにしている。これは、ゆうきまさみの友人である音楽ディレクター・とまとあきの出身校であり所属クラブである。
また、Rに関してはその光画部の後輩の"成原"（ナリゲンと読む。成増に住む原人の意。とまとあきの3年下）が直接のモデルである。ただし、Rの性格的な部分については"成原"と"じっちゃん"という別の光画部後輩の2人の変なところを足して3倍にした感じであるとのこと。
それ以外にも、ゆうきの友人・知人をモデルにしたキャラクターや、明らかにモデルがわかるキャラクターが多数登場する。
ゆうきの友人・知人をモデルにした例：
- たわば → 先に挙げたとまとあき[14]
- 鳥坂 → 鳥坂（細川）司（とまとあきの後輩[14]、元東京都職員）
- まりい → 川村万梨阿（声優）[16]
- 伊東 → 伊藤和典（脚本家）[14]
- 伊東の彼女 → 高田明美（イラストレーター、連載時は伊藤和典の妻（後年離婚））
- 刑事さん → 福田孝（サンデーでの初代担当）
- 島崎 → 島崎信行（OVAでのディレクターの一人）
- 審判・島本[注 4] → 島本和彦（漫画家）[注 5]

芸能人・著名人をモデルにした例：
- 毒島 → 天本英世[17]
- 軽音の山本君 → 山本正之
- 兵藤信 → 兵藤まこ[注 6]

両者に当てはまる例：
- 校長 → 春風亭柳昇（落語家。ゆうきの知人、知吹愛弓の父親）[16]

また、この漫画にはいたるところに特撮やその当時の時事ネタを基にしたパロディがちりばめられている。例えば、さんごの苗字「大戸島」はゴジラが初めて出現した島の名前である。
台詞が時々、第二次世界大戦前を思わせるものになる（「なんでしょう？」→「なんでせう？」など）のも特徴の一つである。連載当初は誤植と思われないよう、現代仮名遣いのルビが振られていた。

### 春風高校
舞台である春風高校は、東京都練馬区の桜台と羽沢の間にある架空の町・諌坂町（いささかちょう）に戦前から存在している私立高校という設定であり、実在はしない。同地域一帯は「なんの変哲もない、とても平均的に普通な、ありがちな東京の住宅街」であり、作品の主流を形成する雰囲気を成立させる要因の一つとなっている。諌坂町の所在は、2010年11月に小学館から発売された『ゆうきまさみ年代記』により、明らかにされた（春風高校校歌にも「環七陸橋跨いで眺む京王ビルから…」とある）。また、本編中では西武池袋線に「いささか（東京都練馬区諌坂）」という架空の駅が江古田駅と桜台駅の間に存在している。
春風高校が存在するとされた練馬区内に、実際の同名の高校は存在しないが、区内の光が丘には「春の風小学校」という区立小学校がある。また、茨城県かすみがうら市にはつくば国際大学東風高等学校（東風をはるかぜと読む）が存在するが、この高校が前校名から現校名に改名されたのは、当該項目作品の連載終了より後の時代である。
単行本第2巻で光画部の発行の雑誌「RanRam（乱々）」を各クラスに24部配布し、生徒会長選挙での投票数が966名であることから、各学年8クラス、クラス定員40名以上、全校生徒1,000名弱の学校規模であることが推測される。校長の夫人が理事長を務めている。作品登場人物である西園寺まりい・えりか姉妹の父親も理事の一人ではないかとする読解があるが、詳細は不明である。
作品内では、陸上短距離のインターハイ優勝経験者がいたり、中学野球で全国制覇を果たした曲垣が甲子園出場を目指して入学してくるなど、運動部の活動は活発なようであるが、実績は残せていないようである。それと並行して、光画部を始めとする様々な文化部が自由奔放に活動するリベラルな校風も持ち合わせている。

## 主な登場人物
声優の後ろの記号は登場メディアの違い（ミニドラマは「D」、OVAは「A」）を表す。

### 光画部
一般でいう写真部のこと。
光画部に所属する部員は、現役とOBが入り交じっているため、ここでは入学年度にあわせて同学年ごとに紹介する。Rと小夜子については転入生であるためその年度の入学生ではないが、ここでは便宜上該当年度の入学生として扱う。なお、役員経験者には別に役職名を示す。

#### 1980年度以前入学
柳昇校長（やなぎ のぼる）"部長"
声 - 春風亭柳昇 （D）
春風高校の校長。始業式などに得意の落語を披露、朝礼の講話ですら落語調で行なって生徒を爆笑させ、アンコールを求められることもある。
実は光画部のOBで元部長。光画部員たちの良き理解者でもある。妻が春風高校の理事長で恐妻家。毒島同様に光画部OBのご他聞に漏れず、ウーパールーパーの着ぐるみを着た姿がRに撮影されたこともある。鳥坂の卒業騒動では「教育者」と「光画部OB」の板挟みに苦しむ。
光画部顧問・間宮善三郎の直接被害者の一人。間宮からは愛着をこめてデコピンされる。間宮と現役光画部員たちを会わせまいと気を揉む。

毒島（ぶすじま）
声 - 出渕裕（D）
春風高校の用務員。柳校長は後輩に当たり、同時期に在学していた。光画部の第1期黄金時代を築き、過去の栄光を留めるため木造の旧校舎を「空かずの間」としてシャッター奥に封印し、在校生を近づけまいとデマを流していた。旧光画部室に運動部のボールが多数あるのは、顧問の間宮による罰で草むしりをさせられた際に、毒島が着服した戦利品の数々である。
柳校長ともども光画部OBであることが知られてからは、OBらのリーダー役を務めるようになり、光画部の見送りでは、主に死神博士のコスプレをして参加。また同時期に連載されていた吉田聡の『ちょっとヨロシク』ネタ（ギャグを採点する）を流用する。
普段は用務員の仕事を熱心にしており、謎の営繕マンこと島崎の慈善活動に気付いた張本人。毒島から指摘を受けてまりいが島崎を後任に選ぶ。
上述の通り天本英世をモデルにしたキャラクターだが、演者の出渕は小学生の頃から天本のモノマネをしていたという。

たわば（束場）先輩
声 - とまとあき （D）
くわえタバコと糸目がトレードマーク。連載開始時からすでにOBでありながら、在校生徒と誤解を受けるほど部活の出席率が高い。OB会の意向を現役部員たちに伝える役目も担うが、そもそも団体行動が苦手のようで駅での見送りでは1人だけ離れた場所で星一徹のコスプレをするなど単独行動が目立つ。アクの強い後輩の鳥坂を凌駕する発言力があり、暴君鳥坂もたわばには逆らえない。何を考えているか分からない飄々とした人物。どうでもいいときはゴネたりヒネたりして現れるが、部室籠城終盤戦や成原騒動など肝心なときに限っていない。
女性に対して幻想を持っており、さんごの下品な発言にたびたび怒っている。第1話で「20歳を過ぎている」と自称している。彼が行った修学旅行の回想でRやさんごの担任である松浦が描かれていることから、Rやさんごの3年（の倍数）先輩であるという推測もでき、年齢が20歳以上であるという裏付けとなっている。高校卒業後は写真学校に進学、しかし「入学はしたが通っていない」らしい。フルネームは作中では明らかにされていないが、撮った写真には「A.TAWABA」と書かれている。
元々、「修学旅行」だったがたわばたちが旅行先で悪事の限りを尽くしたため「宿泊研修」に変更させられ、鳥坂たちの世代が悪夢を味わった。だが、鳥坂が暴虐の限りを尽くしたせいで、結果が同じならばと「修学旅行」に戻った経緯がある。
いわゆる撮り鉄で、文化祭での展示写真にも西武鉄道の車両が登場したほか、連載当時に実施された国鉄分割民営化に合わせ、雪深い東北での撮影旅行を提案した。時期が悪く参加したのはたわば、鳥坂、さんご、椎子と補習をエスケープしたRだけだった。
踊るのが好きでノリが良くなると踊る。また準備体操として奇妙な踊りをする。

#### 1983年度入学
鳥坂先輩（とさか）"部長"
声 - 神谷明 （D、A）
光画部の暴君。常に眼鏡が微妙に光を反射している。自称「19年間連勝を続けてきた男」、「ザ・OB」、「敗北を知らぬ男」。「生まれついての騒動屋」とも称される。性格は、先天的に偉そうで押しが強くて厚顔無恥。かつ好戦的。Rに関節技をかけたり、右手中指を突き立てるポーズをとったりすることからもその常人離れした性格が窺い知れる。口癖は前述のポーズで「まーかせてー」。また無類の特撮、スーパー戦隊好きである。
ウンケル帝王液を常時愛飲。唐辛子系の調味料を持ち歩いているなど味覚も常人とはかなり異なり、カレーフラッペなど普通では考えられない奇異な食べ物も嗜好する。
呆れた表情をするとき、「カクン」と音を立てて口を大きくカパッと開ける癖がある。また、「と」という字の入った扇子を持って「よいよい、よいではないか」と発言することもあるが、これは『エルフ・17』（山本貴嗣）のキャラ「マスカット・タイラー」（OVAのCVが同じ神谷明）の影響。
愛用のカメラはニコンF3（モータードライブMD-4装備）。写真の腕は悪くないようであるが、少なからず癖があるようでもある。
眼鏡を外すとほとんど見えなくなるため、特に喧嘩の際は相手との間合いを計れず、手加減ができなくなってしまい「本来の実力」を発揮してしまう。そうなった場合の鳥坂は、たわば曰く「相手が危険だ」というほど。
愛用のバイクはオフロードバイクのホンダXL250Rパリ・ダカール。ヘルメットはショウエイのVT-1R。
愛校心・愛部心は人一倍強く、現役部員たちと毒島らOBたちからも頼もしいという意味で信頼を置かれている。だが、アンドロイド故に手加減の必要が全くないRに対しては理不尽の限りを尽くし、「発案を自動的に却下する」、「日常的に暴力を振るう」、「無茶な特訓や過度のツッコミで破壊する」などと散々。結果的に出てくるとややこしい成原を頼らざる得ない状況に陥れるが、反省は全くしない。また、Rの暴走や反撃に遭うこともある。一方、たわばとの折り合いがあまり良好ではなく、たわばに対してだけ頭が上がらない。日頃の不穏当な言動（後輩のRに対してはなにをしても許されるなど）を逆手に取られたり、致命的なツッコミで自業自得の目に遭うことも多い。
卒業後は東京都職員になるが、卒業後も日常的に光画部に顔を出している。部室に布団や洗面道具を常備しており、寝泊りすることもある。常に元気でハイテンションだが、睡眠不足や疲労が溜まると鳥頭が悪化。さらに「妖精さん」が現れて仕事の手伝いやバイクの運転を代行すると主張している。
女子にある種の幻想を抱くたわば、さんごと相思相愛でえりかや小夜子からも好かれるRに対し、鳥坂は浮いた噂の一つもなかったが、劇中終盤で小中学生の女子から人気があって好意を寄せられ、特に久美子という中学生から慕われていることが発覚する。
なお、原作では名前は表記されていないが、OVA版の資料集では鳥坂司と表記されている。

#### 1984年度入学
R・田中 一郎（R・28号）（あ〜る・たなか いちろう）"部長"
声 - 塩沢兼人 （D、A）
本作の主人公。左目が完全に隠れる髪型と三白眼、学生服が特徴。万能工学博士・成原成行によって作られたアンドロイドであり、ロボットと呼ばれると嫌がって訂正する。本来は成原博士が自分を追放した学会に復讐するために世界征服計画の一環として作られたアンドロイドであり、R自身もそのことを自覚はしているものの、自身を「出来損ない」だとみなしている。成原が事故に遭った息子のあきら（存命）に似せて作ったが特になんの取り柄もなく、お化け屋敷に売られた過去がある。
1985年の1学期終業式当日に春風高校2年D組に転入してくる。どこから編入してきたかは不明で、本人も聞かれて困惑する描写がある。
常に黒の詰め襟学生服と下駄を着用。下駄に関しては「登山用」「運動用」「上履き」など用途別に使い分けしている。学生服は脱がしても脱がしても、たまねぎの如く際限なく着た状態で脱いだ学生服の下から現れる。事実上脱がせること自体が不可能であり、仮装の際には学生服を着用したままでも着られるものを着用する。
性格は至って人畜無害でおだやか。おとなしく、言動も行動も周りの流れからワンテンポ遅れていることが多い。「やぁ。」と、人差し指と中指をゆるく曲げた独特のVサインで挨拶をする。箸の持ち方も1本は親指と人差し指で、もう1本は薬指と小指で挟む独特の持ち方。口癖は前述「やぁ。」の他に「やや?」、暴走すると「うきゃ、うきゃきゃ」と独特の奇声を発する。登場当初は自身の能力に対する自負心がそれなりにあったが、鳥坂の度重なる暴虐と、作者の扱いの悪さ（主人公なのに影が薄い、しまいには劇中で「影がなくなった」と主張）により徐々に自信を喪失し、連載終盤ではかなり自虐的になっている。一発ギャグに対する強いこだわりがあり、「医者はどこだ」などつげ義春の漫画由来のものや、「テレスドン、ケムラーの目」などがあるが、反応は芳しくない。また、日頃から鳥坂に虐待されているせいか、困った表情を浮かべていることが多く、また性格に屈折した部分があって「急に卑屈になる」、「松浦の補習から逃げ回り卒業が遅れる」などしている。さらにご飯しか食べられないことに少なからずコンプレックスがあるらしく、他の部員たちが別のものを美味しそうに食べていると「ご飯を放り込む」癖がある。
頭のネジが締まると、途端に冷徹で有能な面を見せ始めるが、長続きしない。転んだり、頭部に衝撃を与えると耳からネジなどがこぼれ落ちることがあるが、すぐさま故障したり機能が停止するようなことはない。
あらゆる意味で人間同等の能力を持つが、コンピュータのような計算能力は持っていないので、数を数えるのに指を折る。動力源はご飯（白米）。人間の食事のように口で咀嚼して体内に取り込みエネルギーに変換している。特にササニシキには目がなく好物。米が原料であれば、正月には自力で餅をつき、素焼きの煎餅などの加工品も食べられる。粥もカレーライスのようにご飯にかけて「おかゆライス」として食べていた。甘酒を飲んだ際は酒乱であることが発覚する。それら以外のもの（パンや加工食品など）を食べると体が拒絶反応を起こして部品を吐き出すが、再び飲み込むことで体内で自動修復が可能。コンセントを体に有しており、電気炊飯器を使って自力でご飯を炊くことができる。バイトなどをした際の給料はお米で支払って貰っているらしく、米穀通帳を持っている。
「外道照身霊波光線」なる光線を駆使し、幽霊を探すこともできる。ただ、感度が悪く視界に入るものに限定されるため、天野小夜子の捜索においては成原の開発した探知機（猫耳に猫の手）を使用した。
愛車は轟天号というスポーツ型自転車。Rの脚力と相まって、新幹線をも上回る驚異的なスピードで走行可能。埼玉県の地図を常備しており、本人曰くそれを見れば全国どこでも道に迷わないとのこと。
まともに動かないガラクタ同然のR・26号やR・27号などの兄・姉がいるほか、R・29号という妹（自称・アール・デコ）がいる。デコとの出会いで「実家には何ヶ月も帰っていない」と言っているが、単にこの間に修理に出されていないだけで、この年の正月には帰省している。
愛用のカメラは自作の木造フレーム製で、オートフォーカス搭載だが、その赤外線照射装置はなぜか超大出力のレーザー光線や、謎の怪光線を出してしまう。OVAではさらに改良（改造?）が加えられ、物質転送機やビームキャノンになっていた。一応カメラとしての機能は備えており写真も撮れるが、被写体はみんな破壊されている。こうした破壊兵器を簡単かつ無自覚に作成するため、そうした才能を産みの親の成原に嫉妬されている。
凝り性で、一つのことに懲り出すと周囲が呆れるまで続ける。一時期手品に懲り、シルクハットや機材のバットからハトを出すことに執着するが、代わりに得体の知れない物や「文芸部の伊東くん」を取り出して周囲を唖然とさせている。また、釣りにも凝り、旅行先で釣りをするが魚は釣れず、しまいには竿の先端が音速を超え、対岸にいた釣り人を釣り上げてしまう。
運動会の回で、徒競走に出場して1位を取るさんごの颯爽とした姿を「うつくしい」と認識して以降、さんごに対して特別な感情を持っており、相思相愛の関係。だが、「自身の出馬した生徒会長選挙でさんごに投票し無効票扱いでまりいに敗北」や「男子ミス春高コンテストでまことが出場停止となるや、さんごに女装が似合うと推薦する」など見当違いの言動を繰り返している。最終回でもさんごを救出するため、生みの親である成原との対決を決意した。実は春高内でモテており、生徒会長選挙では女子に人気があって得票数を稼いだ。また修学旅行でも同級生の女子たちからせがまれて特技を披露。バレンタインデーでは恒例のさんご、椎子からだけでなく面識のない女子から下駄箱にチョコを入れられている。また、えりか、小夜子、毛利郷子からそれぞれ異なる事情で好かれている。
前述のとおり計算能力が低いため、高校ではほぼ全科目で単位不足に陥り、卒業後の1987年度以降も高校で補習を受ける描写が見られた。35周年記念読切では補習を受けたにもかかわらず留年した模様で「春風高校の4年生」として春高に通う様子が登場している。
後のゆうき作品にもたびたびモブキャラクターとして登場している。作者にとっては呪縛同然であり、また特別なキャラクターのひとりであるという。

大戸島 さんご（おおとじま さんご）"副部長"
声 - 笠原弘子（D、A）
本作のヒロイン。元気さと明るさ、運動神経のよさが取り柄の天真爛漫な女子部員。足が速くスポーツ万能で、陸上部員をおさえて運動会で1位を総なめするほどの俊足。しばしば「何故運動部に入らなかったのか?」と不思議がられる。ただし、背が低いためバレーボールは苦手で、生徒会とのエキシビジョンではまりいにマークされるもこれといった活躍が出来なかった。走っても胸が揺れない幼児体形で、小学生扱いされることもあるが、コンプレックスに思っているわけではなく、プールや海に入る際には実に堂々とビキニを着用している。
同学年のあさのやきしだからは、親友の椎子と比べて女子だと意識されることがない。曲垣との野球対決でもえりかや椎子は曲垣の動揺を誘ったが、さんごだけは2打席とも真剣勝負を挑まれ、1打席目はヒット性のピッチャーライナー、2打席目でセンター前への決勝タイムリーを放った。まことからも眼中外で、光画部男性陣でさんごを「女子」だと認識しているのは事実たわばとRだけである。
現役部員とOBとの直接の調整に当たることが多く、両者がいい関係を保っていられることからも彼女の存在の大きさがわかる。成原に対しても堂々と直言している。Rに対して恋愛感情とまでは至らないが好意を持って接しているのだが、本来ライバルのはずの小夜子、えりかからは全くライバルとは思われておらず、それを気にしている節がある。
全話に登場し、本人曰く「皆勤賞」。たまに「もっこりパンツ」「隠し毛」「明るい家族計画」などエグい下ネタ発言をかまし、椎子に突っ込まれ、たわば先輩に怒られる。鶏そぼろが好物。
主な愛用カメラはキヤノンAE-1プログラム（シルバーボディ）。卒業後は区役所に就職。名前の由来は誕生日が3月5日であることから。

堀川 椎子（ほりかわ しいこ）"副部長"
声 - 冨永みーな （D、A）
通称「しいちゃん」。さんご曰く「防波堤」「光画部のお母さん」的存在。ショートヘア。顔にある点々はそばかすではなくにきび。水泳部員を篭絡できるほどのナイスバディの持ち主。さらに成績も優秀で3年生時に夏休みの課題を期間内に終えたのは椎子だけ。光画部で唯一、真面目に写真を撮っていて進路を考えている。運動会ではクラスで「さんごとしいちゃんで全得点の5割を」稼ぐほどの運動能力も保有。
どんな騒動がおきても、冷静沈着にそれを見守る。縁の下の力持ちとなって、光画部のピンチを救うことが多い。しかし彼女も光画部の一員、見事な演技で生徒会長の西園寺まりいを騙したり、つい鳥坂の口癖が出てしまったりと、光画部にしっかりと染まっている。
卒業後の進路については、当初写真関係の専門学校を目指していたが、日本大学芸術学部写真学科に進学した。
愛機はミノルタ X-700。
第1話でRと最初に遭遇したのはさんごと椎子とたわば、最終話で池から這い出したRを発見したのはさんごと椎子だった。

あさの
声 - 伊崎寿克（A）
メガネをかけているのが特徴。第3話から登場しているレギュラーだが、直接名前を呼ばれることは一度もなく、物語の終盤まで名前が不明だった。名前の初出は、きしだと共に撮影会を欠席した時で、この時も「あさのときしだ」と呼ばれ、どちらがどちらなのか区別が出来なかった。下の名前は不明。きしだと一緒に行動していることが多い。愛用カメラはキヤノンAE-1（シルバーボディ）。練馬産業大学（練産大）を受験するも不合格となる。
OVAでは、エンディングのクレジットでは「浅野」、ジャケットの作品紹介では「メガネ」と表記されている。

きしだ
声 - 長谷有洋（A）
リーゼントの髪型が特徴。第1話から登場しているが、名前の扱いはあさのと同様。どちらがどちらなのかは、撮影会を欠席したきしだのカメラを、曲垣が借りてきていることから判明。カメラの知識がない場合は、OVAにおける声優の配役から判別するという方法もある。持っているカメラはオリンパス OM-2。あさのと同じく練産大を受験し、不合格となる。
OVAでは、エンディングクレジットでは「岸田」、ジャケットの作品紹介では「リーゼント」と表記されている。

鰯水 等（いわしみず ひとし）
声 - ぶらじる（D）、 鈴置洋孝（A）
まりいとともに登場。色男を自負しており、実際女生徒から人気がある。もらったお年玉で高級カメラ（後述）の交換レンズを購入したりOVAではBMWに西園寺まりいを同乗させ、光画部を視察しているなど、いいとこのお坊ちゃんらしく金回りも悪くない。在校期間3年間を中心に前後2年、通算5年分の春風高校女子生徒の顔と名前を全員記憶しており、鴨池いわく「色魔」である。当初は生徒会サイドとしてまりいとともに光画部に敵対していた。えりかを心配したまりいと共に集合時間の7時から駅で見張るが、前後2時間の幅をとる「光画部時間」の洗礼を受ける。ホームで連れ戻そうとしたまりいが毒島に捕まって見送りをさせられると、えりかを連れ戻すために撮影旅行の列車に乗り込み連れだそうとするが、鳥坂の卑劣な行為により轟天号のチェーンで座席に繋がれる。さらにRが解除番号を忘れたせいで終点まで付き合わされた挙げ句に最終的に力業で解決となり、轟天号の二人乗りによる高速道路移動により失神する。その後、曲垣からムンクポーズを伝授された。身一つで旅行に参加させられた挙げ句、事あるごとに鳥坂に金をせびられて散々な目に遭い、さらにうかつな一言で鳥坂に弱みを握られ、光画部に強制入部させられる。以降は光画部と行動を共にすることも多くなる。遂にはまりいに「光画部のお仲間」と呼ばれ、開き直って昼食も部室で摂るようになるなど結局馴染んでしまっている。鳥坂の出まかせだとは知らずに、1人だけ部費を払っている。結局、女好きの趣味と写真撮影とが合致してお年玉で交換レンズを購入するなど完全に光画部メンバーの一人となる。OBとなった後もまりいの要請で成原騒動にも馳せ参じた。
まりいに好意を寄せる他、小夜子にも色目を使い「新部長撮影会」を企画。まりいからバレンタインデーに巨大な義理チョコを貰って理解に苦しみ、椎子に相談している。
ノリが良く、校内イベントでは司会進行役となっている。
作品中では、必ず脚からコマに入ってくる。愛用のカメラはキヤノン F-1。

#### 1985年度入学（転入）
天野 小夜子（あまの さよこ）"部長"
声 - 島田満（D）、 兵藤まこ （A）
光画部が新部室に移転した際に幽霊として登場。新部室を光画部と奪い合いになるが、Rの発案で共存共栄を図るべく光画部に部員として招き入れられる。幽霊の実体は、交通事故により入院していた彼女の生き霊が幽体離脱して部室に遊びに来ていた姿だった。口煩い祖母のセトにより、見栄だけで偏差値の高い女子校に入れられたことが不満で生き霊となった。生き霊となった後も夜だけは自分の体に戻って寝ていたらしく、寝返りをうったり寝相の悪さを発揮するなど、祖母のセトからは疑われていた。
肉体に戻ることを条件にセトを説得し、1986年度の3学期に春風高校の2年B組に転入する。性格は、押しが強くてひねくれ者で先天的に偉そう。要するに「女鳥坂」だが、指摘されるまで自覚がなかった。「女鳥坂」はトラウマであり、勘違いで鳥坂と疑われた際には激しく動揺している。逆に小夜子が誰なのか分からず、光画部メンバーを確認したRは、レギュラーにもかかわらずモブ扱いで名前を披露する機会がなかった「あさの」か「きしだ」のいずれかが小夜子だと指摘して本人たちを怒らせている。
生霊のころは、Rから発生する磁場が落ち着くと言ってまとわりつくように取り憑いている。すでに部員だったこともあり、転入初日にRの後任として部長に就任、土研での体験がトラウマ化している島崎会長を動揺させ、まりいが削減した予算を元に戻すことに成功する。
カメラすら所持していないが、部の予算確保や機材の調達にかかるお金にもしっかりとうるさく、「歴代の部長で最も部の将来を考えている」と称されている。写真部との対抗上、逸材の近衛を逃したことを悔やんだり、暗室作業を独学で習得するなど真面目に部活動に取り組む。また、部内で女好きの鰯水の眼鏡に適うのは彼女だけのようで、わざわざ新部長撮影会を開いたものの、鳥坂とたわばの偏った指導の結果ぐだぐだに終わる。
肉体と霊体の結びつきが緩くなっており、得意技は頭を壁にぶつけることによる幽体離脱。また、元はバレーボール部の主将で、生徒会との対決では秘密兵器になるかと思いきや、結局披露する機会がなかった。最終幕の成原騒動では修学旅行により不在。
3年生の秋、受験勉強に専念するため部長を退任。後任は決め手に欠けたため、1学年下の3人が共同で部長となった。

#### 1986年度入学
連載終了後の読切シリーズでは、新部長に関してムダに揉めた末に3人が週代わりで部長を務めることとなる。
兵藤 信（ひょうどう まこと）
声 - ゆうきまさみ（D）、 鳥海勝美（A）
Rが歓迎会で披露した瞬間湯沸かし芸を見て、なんの部活だかも分からずに入部を決めた男。女顔でベビーフェイス。女装と怪人「キングアラジン」の真似が特技というほど身体が柔らかい。女装については諫坂商店会主催の「町内女装美人コンテスト」にて優勝したほど。見た目とは裏腹に、本人曰く「品性下劣」で下ネタも好き。露出狂的な一面もある。曲垣の幼馴染みで誑し込んだ過去があるが、同性愛者ではなく本人はいたってストレート。女子にもモテており、バレンタインデーには紙袋一杯のチョコレートを受け取る。脛や脇の体毛が無いため、女装の際も剃る必要がない。確信犯的にタチの悪いジョークで曲垣らを動揺させる。成績は非常に悪く、オリジナルドラマでは補習に次ぐ補習を受けていた描写があった。
写真の知識は皆無。撮影会の際に110フィルムのトイカメラを持参して、光画部員を唖然とさせている。また、写真に対する知識の無さが原因で、鳥坂から光画部部長立候補を却下されている。
物語後半で、あまりのキャラの多さに作者が出し忘れるというハプニングに見舞われている。

曲垣 剛（まがき ごう）"会計"
声 - 知吹愛弓（D）、古谷徹（A）
信の幼なじみ。中学校時代（諫坂三中）は野球部のピッチャーとして、全国中学野球大会にてチームを優勝に導いた。本人は高校でも野球部に入るつもりであったが、鳥坂の挑発的な口車に乗ってしまい「負けたら光画部に入部する」という変則野球対決を光画部の面々と繰り広げることとなり、敗れて光画部員になる。しかし、本心は野球選手よりも家業の華道教室を継ぐつもりであることを信にばらされてしまった。
性格は真面目。上記の敗北が余程のトラウマになったのか、鳥坂に睨まれると時に悲鳴を上げてまでうろたえる。ショックを受けるとムンクの『叫び』のポーズをとる。これは後に鰯水に伝授された。群を抜いて高身長のため、レフ板持ち担当をやらされ、生徒会とのバレーボール対決では経験がないにもかかわらず高身長だけで戦力と期待され、挙げ句Rにラケットがわりに扱われてボロボロになる。あさの、きしだコンビとは一番親しく2人を慕っている。親を師匠として曲垣流華道にも精通し、被写体に花をあしらったり、部室に花を生けたりするなど、その特技を部活でも活かす。望まずに入部したものの光画部員としてはしっかり順応し、部の活動については3人の中で一番わかっている。鳥坂をまったく信用しておらず、部費は使い込まれるのを警戒して天井裏に隠している。使っているカメラは、キャノンAE-1。
信のことは「まことちゃん」と呼んでいる。幼稚園児のとき、うっかり結婚の約束をしてしまったため、高校生になっても弱みとしてチラつかせられている。また、野球対決の際、迂闊にもえりかを可愛いと思ってしまったが、その後の天然ぶりや非常識ぶりを知ったことで好意には到っていない。

西園寺 えりか（さいおんじ えりか）
声 - 高田明美（D）、 かないみか（A）
生徒会長・西園寺まりいの妹で、度を超えた世間知らずのお嬢様。ボブカットにカチューシャと大きな黒目が特徴で、黒目に擬音の書き文字が書かれるのも特徴。しっかり者の姉とは対照的に、言動はかなり幼く一般常識にも疎い。自称「風邪」（その実、故障）でフラつくRが転んだ拍子に廊下ですれ違ったえりかのスカートを咄嗟につかんで引き下ろしてしまい、葉っぱのプリントのショーツが露出。しかし、えりかはその行為を大胆な求愛と受け取り、勘違いから光画部に入る。私服の学校にもかかわらず、初登場の時にはセーラー服を、その後はRとお揃いの詰め襟学生服を着用している（袖は長いためか折っている）が、修学旅行編を境にして夏場のエピソードが続いたため、白いワンピースなどに変わる。ただ冬場は学生服に戻る。小夜子とはRを巡ってライバル関係だが、（本人がRに好意を抱いているかはともかく）さんごに対しては全く意識していない。度を越した非常識で、鳥坂やあさのをはじめとした先輩たちが光画部員としての教育を断念している。そのせいで、2年生進級後も光画部がなんの部活だか説明できずにいる。しかし、勉学が劣るまことと違って補習を受けたりしている描写はない。
特技は般若心経暗唱と姉まりいの物まね。鳥坂同様、驚異的な味覚の持ち主。えりかとまことの合作による「闇カレー」はRと鳥坂を除く光画部員たちのトラウマとなり、思い出しただけで吐き気を催すことになる。さらに年越しパーティでは「すき焼き」に白菜、大根、もやしをブチ込んで「肉鍋」に変えてしまう。生徒会による「写真部」と「光画部」のコンペでは鳥坂の密命によりまりいの恥ずかしい写真を盗撮し、これが決定打となって光画部に勝利をもたらす。
撮影会に家の物置から6×9cm判のマミヤユニバーサルプレスを持ち出し、鳥坂を唖然とさせる。
翌年の部長撮影会を前に、店員に勧められるままコンタックスRTS２とカール・ツァイスのTスターレンズを購入。
写真部のホープとして入部する近衛は従弟にあたるが、まりいの従弟だが自身の従弟ではないと（下の名前を聞くまでは）認めず、荒又をいらつかせている。
連載終盤ではディフォルメされると大きな黒目だけが描かれる。
1987年の生徒会長選に候補者として担ぎ出されるが、全校生徒を前に演説内容を忘れて終始笑っていたため落選する。

#### 1987年度入学
荒又 武士（あらまた たけし）
性格は極めて短気で荒っぽい内分けの少年。同学年の近衛史喬（このえ ふみたか。西園寺姉妹の従弟）と光画部か写真部に入部するつもりでいたが、新歓コンパの活気に惹かれ、写真部を検討することなくその場で光画部に入部してしまう。近衛はその後、写真部に入部する。写真がやりたくて入部したのに、なぜか曲垣の球を打たされることに不満を表すなど、わりと真面目。成原騒動では光画部の戦力として活躍する。
その後の読み切り版では撮影した写真が披露されているが、アクションカメラと称してファインダーを覗かずに撮影しているため、鳥坂から「ノーファインダーも大概にしとけ」と注意されている。

レオナルド 根岸（レオナルド ねぎし）
日系アメリカ人。外国人であることから鳥坂らに勝手に名前を推測され、ラッシャー木村やバッテン荒川呼ばわりされた挙げ句、ベンジャミン伊東の名を拝借したベンジャミンが通称として定着してしまい、レオナルドを名乗った後も部員たちからベンジャミンと呼ばれるようになり、本人は一応訂正する。鳥坂から短絡的に外国人というだけで戦力になると見なされて、曲垣に連れて来られるが、鳥坂からなんの取り柄もないヤツだと見限られてしまう。このことに激怒して、結局本人の意志で入部する。タコやイカが大嫌いで、タコの着ぐるみのOBとは好敵手となっている。普段は片言の日本語だが、興奮するとなぜか流暢になる。愛国心が非常に強く、やや尊大な態度を取る。アメリカを馬鹿にされたと感じると烈火の如く怒る。なんの取り柄もないとみなされていたが興奮して怒ると「アメリカンコミックのまね」調に変化する特技があるが、本人は無意識に繰り出している。アメリカでは9年生（日本でいう中学3年生）までバスケとアメフトをやっていたが、やっていただけで上手くはない。短期間で光画部の実態を完全に理解してしまい、入部を後悔している。その後は部活動でも普通に写真を撮っているが、背が高すぎて基本的に「見下ろした形」になるため、かがんで撮れとたわばに注意されている。
成原からはRと勘違いされる屈辱を受ける。成原騒動では荒又同様に戦力となる。

国枝 千里（くにえだ せんり）
女子部員。鳥坂をも上回る特撮マニア。Rや信の特撮関係のモノマネ（ケムラーの目、キングアラジンのまね）に対して駄目出しをしたことがある。レオナルドとタコの戦いを見て「海外版だ」と指摘した。写真の技術はOBも感心させるほど持っているが、作品は特撮風の合成ものが多く注意されたこともある。

### 生徒会
西園寺 まりい（さいおんじ まりい）
声 - 川村万梨阿（D、A）
ロングヘアと姉妹お揃いのカチューシャで人目を引く美人。Rたちと同学年。初登場時には鰯水、鴨池とともに新聞部であるが、以後この設定は生かされていない。Rと生徒会長選挙で闘うことになるが、修理直後のRから鼻で笑われる屈辱を受け、Rの女子生徒ウケにより接戦となるや、鴨池発案のなりふり構わぬ広報活動に出てラム（高橋留美子『うる星やつら』のヒロイン）のコスプレをするなど泥仕合の様相を呈し、わずか1票差で辛くも勝利を収めて生徒会長に就任する。強度の近眼だが、眼鏡は強度の強いビン底眼鏡のためかけている自分の姿が好きではなく、読書時などを除いて基本的に裸眼。裸眼時はたびたび障害物に気付かず激突、その様を妹のえりかに真似される。仕草や表情はキュートなものの、性格は強烈で、別名「鉄の女」。鳥坂同様に「心臓に毛が生えている」と称される。サディストの傾向もあって、他人の悪事を暴き立てることに快感を感じることを公言もしている。また、表面的には正論で理論武装するが、本音は単に負けん気が強い権力の権化で、高笑いは強烈。スポーツも堪能でバレーボールが得意。愛読書はアドルフ・ヒトラーの『我が闘争』。成原とは初対面から折り合いが非常に悪く、「小娘」呼ばわりされる。ラストマッチとなったバレーボール対決でも、乱入した成原に挑みかかって場外乱闘となり、両者リングアウトによる光画部の「防衛勝ち」を許してしまう。
生徒会長在任中の予算編成では、光画部を含む一部文化系クラブの部費削減を断行している。責任感の強さから（というのは建前で本音は会長選の仕返し）、トラブルメーカーで実績の無い光画部を敵視し、ありとあらゆる手で何度も光画部の取り潰しを画策するが、鳥坂を中心とした光画部にことごとく煮え湯を飲まされ続ける。部室籠城戦ではサバイバルルールで10日以上の籠城を許してしまい、部室を接収するが抗議に来たさんごに唇を奪われ、「写真部」設立と光画部切り崩しも椎子に土壇場で裏切られ、結果的に光画部は環境が劣悪だった部室長屋を取り上げられたことで「開かずの間」に封印された本来の部室を発見することになってしまう。卒業アルバムコンペでは、妹のえりかに盗撮されて鳥坂の脅迫に屈し、Rの写真に10点評価を出さざるを得なくなり、さらにえりかの救出を請け負った鰯水が鳥坂に弱みを握られて光画部に強制入部させられる。挙げ句まりいが頑張りすぎた結果、後任候補が名乗り出ず、乱心して任期延長を言い出す始末。後任人事では「謎の営繕マン」こと島崎を指名してしまった後に、中学時代からの鳥坂の子分だと発覚。「春風高校生徒会は永久に不滅です」の言葉と共に悔し涙を浮かべて退任した。退任後も執行部の手ぬるさを批判するが、島崎にかばいだてられる屈辱を味わう。苗場ら現執行部からは「お姑」と揶揄される。
鰯水のことは憎からず思っているのだが素直ではない。また、生徒会長としては光画部を徹底的に敵視する一方で、鳥坂がRの誕生パーティー（にかこつけたクリスマスパーティー）に誘ってきた時には陰謀を疑いながらも参加している。成原騒動では修学旅行で不在の島崎に代わって生徒会の指揮を執ると宣言して現場復帰、対策本部を立ち上げ、陣頭指揮を取る一方で鰯水に光画部のサポートを指示するなど、因縁の光画部と共闘体制を取る。結局、成原騒動はまりいが土研に依頼して屋上要塞を破壊したことで終結する。
モデルは声を担当した川村万梨阿で、見た目や性格も色濃く反映されている。『燃えるV』へ登場したことがある（燃えるV#エピソード参照）。

鰯水 等（いわしみず ひとし）
声 - ぶらじる（D）、 鈴置洋孝（A）
光画部1984年生を参照。

鴨池（かもいけ）
声 - とまとあき（Dのまぬけ獣ガモイケ役として）
下の名前は不明。容貌はお世辞にも良いとは言えないが、メガネ男でクールな現実主義者にして、生徒会の参謀。光画部vs生徒会による光画部室攻防戦においては、生徒会狙撃隊に所属。エアソフトガンAR-7により、敵部隊大将Rを『西部戦線異状なし』よろしく、手元から転げ落ちたおにぎりを拾おうと身を乗り出したところを一撃で仕留め、生徒会側の勝利に大きく貢献する。趣味はクロスワードパズル。

島崎（しまざき）
声 - 開田裕治（D）、 龍田直樹（A）
Rたちより1学年下。鳥坂の中学時代の後輩に当たる。生真面目で責任感が強い。瞳には黒目が4分割されるほどの大きな星が輝いている。特技はイルカの曲芸。春風高校最強のクラブと呼ばれる「土木研究会」所属で、「壊れたところがほったらかしになっているのが我慢できない」として校内の営繕を密かに行っていたことをまりいに感心され、まりい自身によって後継の生徒会長に指名される。しかし、生徒会の仕事よりも校内の営繕を優先しがちである。まりいは島崎が鳥坂の後輩であることを知らずに指名したため、鳥坂は当初は傀儡政権として利用できると思っていたが、鳥坂らの光画部優遇を求める要求や圧力にも「会長としての責任がある」と一切応じないなど実直で、鳥坂を悔しがらせる（ただし、出来る範囲で融通を利かせるなど、まりいよりは柔軟な面もある）。まりいが失敗した「春高祭名物・光画部暗幕強奪」の阻止に成功するが、その後光画部長になった小夜子には生き霊時代に脅かされており、苦手としている。執行部には信頼を寄せており、小夜子に押し切られて光画部の予算を増額した執行部をまりいが非難した際は「執行部はよくやっている」とかばい、その気迫でまりいをたじろがせている。
テレビアニメ『機動警察パトレイバー』第38話に土方とともにモブキャラクターとして登場している。

苗場 健一（なえば けんいち）
執行部員。諌坂商店会主宰の「町内女装美人コンテスト」で、兵藤信に負けて準優勝に終わったという過去を持つ。文化祭の最中でも校内の営繕に出向いてしまう島崎には呆れ気味だが、執行部が島崎から全面的に信頼されていることについては、まんざらでもないようである。
1987年秋の生徒会長には、まりいによる院政の可能性があるえりかの単独立候補を嫌い、公示日を過ぎてから強引に出馬する。しかし、女装で演説したため双方当選には至らず。

### 弱小クラブ部長連絡会
春風高校の文化系クラブによる連合組織。参加クラブは、漫画研究会、文芸部、映画研究会、演芸部、光画部、超常現象研究会、鉄道研究会（順不同）。まりいにより部費の削減を断行された文化系クラブが、生徒会に対抗するために組織された。組織結成の提唱者は、漫画研究会部長の有島。
有島（ありしま）
漫画研究会の会長。ハードなエロマンガを書いている。煙草と見せかけて禁煙パイプをくわえてまりいをおちょくったりする。鳥坂とは馬があっている模様。自分を差し置いて“があるふれんど”が出来た伊東に対しては嫉妬丸出しであり、不幸のチョコを下駄箱に忍ばせていた。

伊東（いとう）
文芸部の部長。顔もしぐさもどこか猫っぽい。彼女がいる。彼女とは押し入れの中で「恥ずかしいこと」（指相撲）をしていた。鉄道車両の網棚で寝ることができる。

新倉 俊哉（にいくら としや）
超常現象研究会の会長。幽霊（小夜子）にサインをせがんだり、「天岩戸作戦」で小夜子をおびき出すのに成功する。

### 土木研究会
通称「土研（どけん）」。春風高校のクラブの一つ。部費は生徒会に一切依存せず、春・夏・冬休みの「合宿」と称する土木工事のアルバイトによって捻出しているため、生徒会も内部干渉できない。また就職率100％を誇り、「春風高校最強のクラブ」と呼ばれている。なお、土木研究会の歌も存在する。
土方（ひじかた）
土木研究会の棟梁的存在。幽霊（正体が判明する前の天野小夜子）に怯える小心者であるが、同時に強がりな男であり、またなによりも土木工事の仕事が大好きな男である。柳校長を「社長」と呼ぶ。土木研究会内における肩書きは不明。『夕やけニャンニャン』の新田恵利が好き。放送が終了してからは意気消沈している。
テレビアニメ『機動警察パトレイバー』第38話に島崎とともにモブキャラクターとして登場。

島崎（しまざき）
声 - 開田裕治（D）、 龍田直樹（A）
生徒会参照。

### 教職員
松浦先生（まつうら）
声 - 大徳哲雄（D ）当時の『月刊OUT』編集長）
Rやさんごたちのクラス担任。春風高校に6年間（さんごたちの卒業翌年度時）勤務する国語科の教諭。実直な性格で、Rの論点がずれた言動に悩まされることが多いが、「新学期になったら（Rの）進路相談をする」と宣言しておきながら、その後さんごに話を持ちかけられるまですっかり忘れていたという呑気な一面もある。呆れると顔の顎から下が分離する。

柳昇校長（やなぎ のぼる）"部長"
声 - 春風亭柳昇 （D）
光画部OB参照。

毒島（ぶすじま）
声 - 出渕裕（D）
光画部OB参照。

間宮 善三郎（まみや ぜんざぶろう）
教師生活60年にして、今なお非常勤講師で、校長や毒島のころからの光画部の顧問。リウマチ持ち。校長や毒島も恐れる横暴な性格で、太平洋戦争中に一喝で頭上のB-29を撃墜したという伝説を持つ。映画研究会によって、『ゴジラ』風の映画『マミヤ』が製作されたこともある。

教頭先生
至って常識人。始業式での校長の落語にマキを入れたり、春風高校の押さえ役である。だが、柳の独特のノリに一定の理解を示し、終盤はマミヤ騒動にも律儀に付き合う。

### その他
成原成行（なりはら なりゆき）"部長"
声 - 青野武（D、A）
自称「万能工学博士」にして28号をはじめとしたRシリーズアンドロイドの生みの親。非常に目立ちたがりの性格で、『サンデー』本誌で2色刷りのページになると登場したがる。しかも2度ほどタイトルを乗っ取ってしまったことがある。忘れた頃に突然登場して光画部メンバーを驚かせたり、鳥坂同様に物忘れが異様に激しく、忘れると平手を上下させながらウロウロする。R・田中一郎ことR・28号がRたるのも、成原がネジを最初から入れ忘れたり、修理の際にネジを余らせたりするのが原因。出所不明のギャグや「まのちゃん、みとるかねーっ!?」など意味不明の発言をすることも多い。
自己顕示欲の権化であり、そもそも「さる科学者が世界征服を企てている」と警視庁が捜査していたのも自身で投書を繰り返していたのが原因。漫画の主導権を巡って鳥坂たちとたびたび対立するが、実は自身も光画部OB、しかも元部長である。
自律思考・二足歩行型アンドロイドを発明できるほどの天才科学者ではあるのだが、自分の発明品について、その理論を説明できない。ただし、発明はするものの、その目的がどこかに行ってしまうものも少なくない。思いつきとノリだけで発明品を作るのだが、妙な機能を備えていたり（例：掃除機型の幽霊吸引装置、1980円の予算で作った光線銃型の赤外線発射装置（要するにこたつ））、動作は完璧だが形状が珍妙（猫耳、猫の手型の霊波探知機。たい焼き器型の人格改造マシーン、瞬間移動装置「めぐみちゃん」）など。いわゆるマッドサイエンティストに分類される人物である。
物語終盤では、本来の自分の役割を思い出し、世界征服に着手。その手始めとして春風高校の征服を企むものの、自身が作った「メカ成原」に裏切られる。
家族は妻のキヨエと、息子のあきら。ごく普通の一軒家である本宅裏に怪しげな研究所を構える。
ゆうきまさみの「三大博士」の一人である。

成原 キヨエ（なりはら きよえ）
声 - 役者名表記無し（D）
成原博士の妻。名前は第11話の成原博士との会話、ならびにオリジナルCDドラマ「成原博士はオチャメっこ（究極超人あ〜る BOX収録）」で明らかとなる。群馬県生まれ。自分の世界に入り込む癖があり、能力はあるが飽きっぽい夫をたきつけている節もある。

成原 あきら（なりはら あきら）
声 - 塩沢兼人（D Rと2役）
Rにそっくり瓜二つ。というよりもRのモデルである。Rとの違いは左目が前髪に隠れていないところ。アール・デコからは"あきらお兄さま"と呼ばれている。
ある日、あきらは自転車で走行中にトラックと激突、成原博士の目の前で交通事故に遭遇した。悲しみに暮れた博士があきらを偲び、代わりに造られたのがR・28号の誕生秘話…と思いきや、あきら本人は健在だった。初登場時、あきらはRの存在を知らず、ひどく驚いている。Rと人違いされてひどい目に遭った（春高祭で光画部展示室で喫煙を注意され、Rに叩き出された不良グループからお礼参りされる）こともあり、父である成行からも勘違いされることがある。オリジナルドラマによるとかなり呑気な性格であり、本人も「僕ぐらいのんきでないと、この家でやっていけないよ」と言及している。

R・29号（アール・デコ）
成原博士によって作られたRの妹。春風高校占拠時は、狂戦士たちの指揮を執って光画部と戦うが敗北。最後は光画部員になるが、実は中学生だったことが後に判明する。記号的な名前を嫌ってアール・デコと自称するが、光画部の現役部員などからは高峰秀子と呼ばれる。キャラ原案は伊藤和典、キャラクターデザインは高田明美の手による。
あ～るとは違い、服を着替えることが出来たり、絵心がある。食事も（米製品以外という意味で）なんでも食べることができる。好物はナポリタン、カニクリームコロッケ、野菜のシチューなど。人間に近い分「機械としての能力は低い」ようで、あ～るのように電源（コンセント）を持ったりはしていない。

刑事さん
成原博士の捜査を担当している刑事。1日平均21.4件ものタレコミにうんざりしながらも捜査を続けている。Rたち光画部の面々のせいで酷い目に遭っているため、あまりいい印象を持っていない。劇中3度の出番があるが、出るたびにロクな目に遭わない。同氏の読み切り作品ならびにOVA「アッセンブル・インサート」に登場する服部刑事と瓜二つだが、10巻収録のセルフコラボ『究極超人あ〜るEVOLUTIONの巻』で対面しており、自身の立場を愚痴りながら「たまに代わろうぜ。どうせ同じキャラなんだから!」と持ち掛けて断られている。

奈良森（ならもり）
諫坂総合病院の医師。自分で見たものよりも現代科学のほうを信じるという、成原博士とは対極の立場にいる人物。そのため、幽体離脱した小夜子の生霊を見ても「目の錯覚」として全く信じない。信じられないモノを見るとペンチで頬を引っ張る。小夜子が寝たきり状態なのに寝返りを打ったり、寝相が悪く頭が反転していることも「狸寝入り」と診断するなどヤブ医者の疑いが濃厚。最終幕では刑事によって成原説得に駆り出されるが、論点がズレただけで「こんな非常識なことが現実におきるわけがないではないか!!」と投げてしまう。

毛利 郷子（もうり さとこ）
京都奈良の修学旅行でRたちのクラスのバスガイドを務める、誰にでもプロレス技をかけてしまう問題ガイド。Rが技をかけられても入院しなかったことから、春風高校一行のこと（特にR）を気に入り、次年度には春風高校の修学旅行先を調べ、わざわざ九州の観光会社へ転職している。Rは別れを惜しむ毛利に「また来年も来ます」と約束するが、卒業試験が重なって小夜子達の修学旅行に参加出来なかったことから、自ら春風高校に乗り込んでくる。それが成原博士による春風高校占拠と重なり、成り行き上（本人は楽しみながら）光画部の増援として活躍する。
大の阪神ファン。

OBの人たち
春風高校を卒業した元光画部員たち。卒業後も現役部員の活動に顔を突っ込んでいる。上記のOB以外の素性は全く不明で、すぐに連絡が取れる者も少ない。
現役部員が旅行に出かける際は、仮装をして万歳三唱で見送りをする伝統があるほか、撮影会などでもいつの間にか仮装姿で写真に収まって作品を台無しにしている。メンバーでもメジャーなのは春高バレー（バボちゃん）、はに丸、たろう（太陽の塔）、モグちゃん（どっこん）、ふじてれび、死神博士（毒島さん）など。読切ではほとんど「変身」といっても良い早変わり（むしろ仮装した姿が本体?）を披露している。イメージアルバムに収録された楽曲では「シマウマ、パンダ、コアラ、カニ、スポーツドリンク、ステッキじじい」と歌われている。
卒業に伴い、物語中盤には鳥坂が、終盤にはさんごらもOB・OGとなった。

## メカニック
轟天号
あ〜るの愛用の自転車。作中では少なくとも4種類登場している。
劇中劇「究極戦隊コウガマン」では巨大ロボ・ゴーテンキングに変型するが、その変型プロセスは不明。
名前の元ネタは映画『海底軍艦』に登場する轟天号。
R-26号、R-27号
あ〜るより先に成原博士に作られたロボット。あ〜るによる呼称は、R-26号が「お姉さん」、R-27号が「お兄さん」。
第2巻の初登場シーンでは、成原万能工学研究所敷地内のガラクタ箱から発見される。成原博士による春風高校占拠時は、基地の建設作業に従事していた。
狂戦士（バーサーカー）
アール・デコと共に成原博士によって作られたロボットたち。
外見は、フレッド・セイバーヘーゲンのSF小説『バーサーカー』シリーズの日本語翻訳版（刊：ハヤカワ文庫）の表紙や挿絵に描かれている殺戮機械（画：加藤直之）に、そっくりである。ほぼ同型同大の機体が大量に存在し、言葉をしゃべることはないが、「うひょひょ」「もけけけ」という鳴き声らしきものを発する。春風高校占拠時は成原博士やアール・デコの手足となって働き、光画部に敗北した後はアール・デコと共に光画部員になった。
メカ成原
狂戦士を運用するために開発した博士本人を複製したロボット。通常の腕が2対4本（工具付きの折り畳み腕が更に7-8本）あるため、博士の倍の速さで修理・再生ができる。よりにもよって頭脳まで本人と同等にしたため、アッサリと反逆される。原作以後も稼働しており、オリジナル同様に忘れた頃に騒ぎを起こす。
鉄道車両
作者の趣味故かチェーンロックを引きちぎった国鉄165系電車や、国鉄キハ58系気動車、「トクユキだ！DD14だ！」など、多数の鉄道車両が登場する。OVAでは国鉄185系電車や国鉄119系電車などが登場し、車内から成原博士の乗る気球と戦うシーンもある。

## 書誌情報

### 少年サンデーコミックス
- 全9巻

1. 1986年1月18日発売、ISBN 4-09-121411-8
2. 1986年4月18日発売、ISBN 4-09-121412-6
3. 1986年7月18日発売、ISBN 4-09-121413-4
4. 1986年8月13日発売、ISBN 4-09-121414-2
5. 1986年10月18日発売、ISBN 4-09-121415-0
6. 1986年12月13日発売、ISBN 4-09-121416-9
7. 1987年3月18日発売、ISBN 4-09-121417-7
8. 1987年6月18日発売、ISBN 4-09-121418-5
9. 1987年8月18日発売、ISBN 4-09-121419-3

電子書籍の1～9巻は少年サンデーコミックスに準拠

### 少年サンデーコミックス・ワイド版
- 全4巻
  - カラーカバーを描き下ろし

### 小学館文庫
- 全5巻

### ビッグスピリッツコミックススペシャル
- 完全版BOX1 2018年7月17日初版発行、ISBN 978-4-09-943020-7
  - 1～5巻（各巻の話数は少年サンデーコミックスと同じ、光画ギャラリー収録）を収録
  - カラーカバーを描き下ろし、カラー口絵は少年サンデーコミックス表紙の写真の絵、2色・フルカラーページを再現
  - R扇子（著者監修）、あ～るとさんごのラバーストラップが付属
- 完全版BOX2 2018年8月14日初版発行、ISBN 978-4-09-943021-4
  - 6～10巻（各巻の話数は少年サンデーコミックスと同じ、光画ギャラリー収録）及びファンブック『春高光画部 部誌』収録
  - カラーカバーを描き下ろし、(6～9巻は)カラー口絵は少年サンデーコミックス表紙の写真の絵、2色・フルカラーページを再現
  - あ～ると鳥坂先輩のラバーストラップが付属
- 第10巻 2018年8月14日初版発行、ISBN 978-4-09-860094-6
  - 少年サンデーコミックスの9巻からの続きになる。この時点での全ての読み切り作品を収録。
  - BOX収録版と収録内容は同じである。ただし、カラーカバーにバーコードや価格が書かれている、ISBN番号が異なる、といった差異がある。
  - ビッグスピリッツコミックススペシャル版は第10巻通常版のみ電子書籍で販売されている。
- 第1巻～第5巻 2018年11月初版発行
  - 完全版BOX1仕様の単品販売版

1. ISBN 978-4-09-860183-7
2. ISBN 978-4-09-860184-4
3. ISBN 978-4-09-860185-1
4. ISBN 978-4-09-860186-8
5. ISBN 978-4-09-860187-5

- 第6巻～第9巻 2018年12月初版発行
  - 完全版BOX2仕様の単品販売版

1. ISBN 978-4-09-860188-2
2. ISBN 978-4-09-860189-9
3. ISBN 978-4-09-860190-5
4. ISBN 978-4-09-860191-2

- 描き下ろしペーパー付属
- 応募者全員サービスとして完全版BOX2に同梱のファンブック『春高光画部 部誌』を復刻した『春高光画部 部誌』冊子バージョンを購入することができた。

## 他のメディアでの展開
本作は漫画以外のメディアでもその世界を展開している。イメージソングはインストゥルメンタルを含めれば実に30曲以上が制作されており、これは当時の他の漫画にはあまり見られない現象である。作者のゆうきまさみが音楽ディレクターとまとあきと長年の友人だったことから、その伝でゆうき自身がファンだったという作曲家山本正之にイメージソング（コウガマンの主題歌）の作詞・作曲を依頼し、それならついでにと、とまとが参加していたワーナーパイオニア「イメージカプセル」シリーズ（当時）からアルバムリリースを打診され、その勢いで数々のイメージアルバムが完成した。例えば、春高校歌は3日で歌詞ができた。
最初の打ち合わせが1986年9月15日。ここから主要キャストとして招聘する声優の一部にゲリラ的な出演依頼が行われた。例えば塩沢兼人はたまたまタクシーに乗り込む際、いきなりとまとあきが一緒に乗ってきて、その場で『あ〜る』のコミックスを渡されて「これやってくれませんか?」と依頼されたという。また、特別ゲストとして校長先生のモデルである春風亭柳昇が招聘された。
翌1987年2月に発売された、最初のアルバムは製作期間2週間であるが、これがワーナーパイオニアの社内で「ヒット賞」を受賞するほどのセールス実績となり、ひいては当時低調だったイメージアルバム市場が息を吹き返すきっかけともなった。
このヒットを受けて、1987年6月にイメージアルバム第2弾が発売、続けて『究極超人あ〜る どらまSPECIAL』が制作・発売された。『どらまSPECIAL』はアニメ雑誌で脚本の伊藤和典が「2000円のアナログミュージックテープのみで8月25日発売」という情報を書いたが、直前で方針変更され、1987年9月10日に延期されアナログカセット・LP（2000円）ならびにCD（2500円）で発売された。「究極戦隊コウガマン コウガピンク危機一発!!の巻」で「裏返ったなA面B面！」というギャグが出てくるのは、当初のアナログカセットテープ版のみという企画を反映した名残である。この作品については、ワーナーパイオニアで1987年8月末-9月頭のリリースアイテムが無いという事情から急遽企画されたアルバムであったことも一因となり、製作期間中に方針変更などの混乱があった模様である。
これらイメージアルバム中にはプロの有名声優とゆうきまさみ本人やその友人を主体にした業界人の“素人声優”が入り混じって演ずるミニドラマも多数収録されており、これが後年のOVA企画への足がかりになった。なお、ゆうきたち“素人声優”はノーギャラでの出演で、これは第1弾において本来は低予算の小規模作品であったことを顧みずに人気声優を次々と出演させた上、特別ゲストとしてベテラン落語家の柳昇まで招聘したことから、そのギャラが制作費を圧迫してしまい、そのため行われた窮余の策であったものの、元々ゆうきらには『魔法帝国ドロント』という同人サークルでの本格的なオーディオドラマの制作経験があり、それが活かされた形になった。第1弾・第2弾のライナーノートには「協力：DORONT」の表記がある。なお、後年のOVAでは全キャラクターが声優によって演じられている。その一方で原作における1987年度入学の光画部部員はイメージアルバムおよびOVAには一切登場しない。その理由は、キャラクターを多く登場させると会話が複雑になっていき、結果的に収拾がつかなくなる懸念から「ベンジャミンらは出さない」という伊藤和典の方針によるものである。
また、このOVAも好評であったことから、R・田中一郎の声を担当していた塩沢兼人が不慮の事故で急逝するまでは、テレビアニメ化という噂も何度か上がったことがある。しかしゆうき自身は「この作品は会話劇であり、アニメになると台詞の間の取り方が難しくて面白くならない。音楽と歌を先に作って後から絵をつけたものが最も適した手段ではないか」として、アニメ化はかたくなに断っていた。その様な状況の中でOVA企画が実現したのは、アニメーションの実制作をゆうきと旧知の間柄である知吹愛弓が率いるスタジオこあが担当していたという事情があった。

### イメージアルバム
究極超人あ〜る（1987年2月25日発売・2005年12月21日デジタルリマスター盤発売）
イメージカプセル会員予約特典として、予約者全員の名前が入った感謝状が作られて配布された。
究極超人あ〜る vol.2（1987年6月25日発売・2005年12月21日デジタルリマスター盤発売）
オリコン初登場20位
究極超人あ〜る どらまSPECIAL（1987年7月6日録音・1987年9月10日発売・2007年3月21日デジタルリマスター盤発売）
イメージカプセル会員予約特典として、特製あ〜るスタンプが付き、封入アンケート返送者から抽選で1000名にイメージ・カプセルSTAFF Tシャツがプレゼントされた。
究極超人あ〜る 真夏の一夜漬け（1991年7月10日発売・2007年3月21日デジタルリマスター盤発売）
後述のOVA「究極超人あ〜る」に先駆けて発売されたミニアルバム。「やあ2」などの楽曲と、衝撃の事実が明かされるミニドラマが収録されている。
究極超人あ〜る BOX（1991年11月18日発売・2007年3月21日デジタルリマスター盤発売）
OVA「究極超人あ〜る」のオリジナルサウンドトラックに加え、オリジナルCDドラマ「成原博士はオチャメっこ」を収録したCD2枚組のアルバム。特に、サウンドトラックの方は「80分でわかる日本の歌謡曲史」と銘打つほど、そのサウンドのジャンルは多岐にわたる。
アニメオリジナルカラオケ3 究極超人あ〜る（1992年8月25日発売・2007年3月21日デジタルリマスター盤発売）
- やあ。
- わたしのANDROIDくん
- 光画部ユンタ
- 究極超人あ〜るの歌
- 鉄の円舞曲（ワルツ）
- はっぴい・ぱらだいす
- 春風高校 校歌
- BOY'S SICK
- 正しい青春
- 正調・究極音頭
- エクセレント・チェンジ! 究極戦隊コウガマン
- ぼくはアンドロイド
- 帰ってきてしまった、はっぴい・ぱらだいす
- マジカル季節（シーズン）
- 新・究極超人あ〜るの歌
- やあ2
- はっぴい・ぱらだいすの逆襲
- くちびるにメモリー

イメージカプセルレーベルにおいてアルバムとして制作された漫画原作の作品群については、主要制作スタッフが共通していることから、起用される作曲家や歌手、構成などに共通点が多い。特にドラマを収録した作品では、同じイメージカプセルの他作品の曲をBGMとして（場合によっては歌入りの曲から歌を抜いて）流用する例が多い。山本貴嗣『エルフ17』や柊あおい『星の瞳のシルエット』からは当作に、逆に当作からはあろひろし『優&魅衣』に曲が流用されている。また『超新星フラッシュマン』のBGMも『あ〜る』『優&魅衣』に流用されているが、これは田中公平が前三者いずれの作品も担当していたため。
2005年12月21日には『究極超人あ〜る』と『究極超人あ〜る vol.2』が、2007年3月21日には『どらまSPECIAL』から『アニメオリジナルカラオケ3』までが、「ANIMEX Special Selection」シリーズの一つとしてデジタル・リマスタリングされた上で再発された。

### オリジナルビデオ
究極超人あ〜る ライブ・イン・ぱらだいす
イメージアルバム発売を記念したライブイベントを中心に収録したビデオ作品。アルバム制作の裏側も紹介しており、レコーディングする笠原弘子にウットリしているゆうきまさみ・とまとあきの姿や、ドラマ収録シーンなどは見物。また、冒頭では当時のゆうきまさみの仕事場の様子が出ており、貴重なシーンであるといえる。演出はとまとあきのイトコでもある須呂伴人（スローハンド）。
究極超人あ〜る番外編 光画部旅行マニュアル（1992年・制作）
OVAでキャラクター達が乗車した飯田線を、声優の冨永みーなと笠原弘子が、着ぐるみのR・田中一郎と共に実際に訪れる実写映像。
VHS、LDでは単品販売だったが、DVDではOVAと同時収録されている。

### OVA

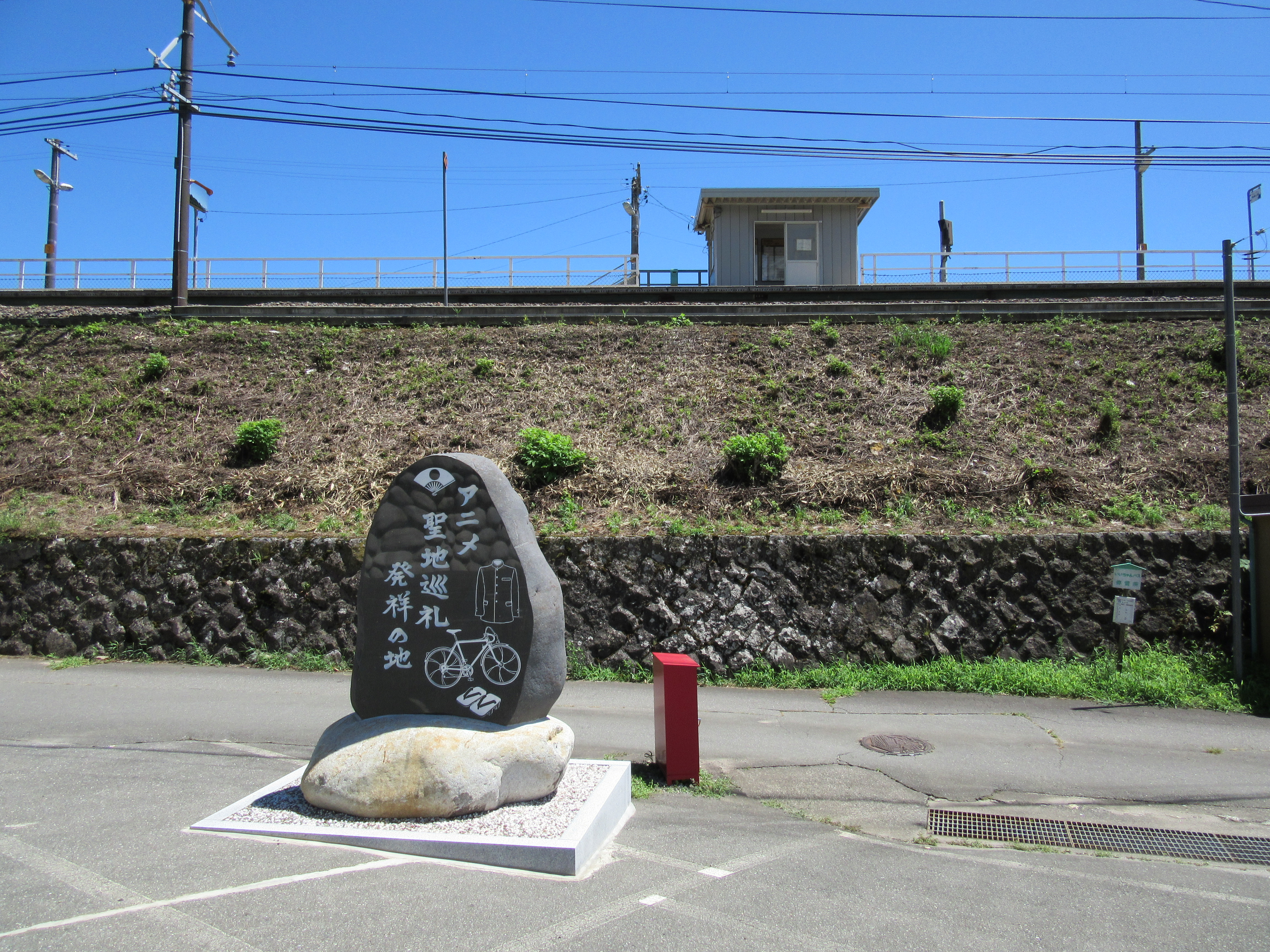
田切駅近くに建つ聖地巡礼発祥碑

究極超人あ〜る（1991年・制作）
原作終了後の光画部撮影旅行を描くオリジナルストーリー。作中で描かれている東海旅客鉄道（JR東海）の飯田線は、本作のファンの間では聖地となっており、特に田切駅や、下山村-伊那上郷間のΩカーブ（オメガカーブ）での、電車と競争（地元では主に学生の間で「下山ダッシュ」と呼ばれている行為）などは語り草にもなっている。
後に関西の人気深夜番組『探偵!ナイトスクープ』に「究極超人あ〜るで行われた下山ダッシュが本当に出来るかどうかやってほしい」という依頼が届き、実際に番組内で行われ成功している。鉄道雑誌『旅と鉄道』や、テレビ東京の番組『空から日本を見てみよう』でも同じ趣旨の企画が行われている。
2012年に、田切駅の清掃活動や駅ノート設置などの実施団体である田切ネットワークが支援し、伊那市役所自転車部が主催する自転車イベントが実施された。イベント当日はキャラのコスプレをする者、轟天号を模した自転車で参加する者がいた。その後、『轟天号を追いかけて』をキャッチコピーに、毎年7月後半に行われる恒例ファンイベントのようになっている（作者もTwitterなどでその模様にエールを送っている）。このように、1987年に原作の連載が終了し、1991年にOVAが製作されてから20年以上経過してなお、新たな試みが行われている。2020年のイベントはCOVID-19の影響により中止された。
- スタッフ
  - 監督 - 知吹愛弓
  - 脚本 - 上原尚子、知吹愛弓
  - シナリオアドバイザー - 島田満、杉山東夜美
  - キャラクターデザイン・作画監督 - 杉山東夜美
  - メカニックデザイン - 佐山善則
  - 美術監督 - 渋谷幸弘
  - カラーコーディネーター - 布本由紀子
  - 撮影監督 - 金井弘
  - 編集 - 森田清次
  - 音楽 - 山本正之、田中公平
  - 音楽ディレクター - とまとあき
  - 音響監督 - 千葉繁
  - プロデューサー - 杉田敦、久保真、秋本東夜美
  - 企画・制作 - スタジオこあ
  - 製作 - バンダイ、メディアリング、小学館

- 主題歌
  - エンディングテーマ「くちびるにメモリー」
  - 作詞 - 冬社花代子 / 作曲 - 山本正之 / 編曲 - 田中公平 / 歌 - 笠原弘子

- 挿入歌
  - 「飯田線のバラード」
  - 作詞 - 山本正之 / 作曲 - 山本正之 / 編曲 - 藤原いくろう / 歌 - 山本正之

### コンサートツアー
究極超人あ〜る ザ・夏祭り
上記OVA発売を記念した、全国7都市を巡るコンサートツアー。OVAの先行上映会と、イメージアルバムなどに収録された曲のコンサート、トークショーで構成され、来場者には駅スタンプを模したジャケットのCDシングル「田切のわたし」が配布された。
主催：R PROJECT、運営：ムービック・プロモート・サービス。コニカが協賛していた（OVA本編に、光画部の備品カメラとしてコニカ製のコンパクトカメラが登場する、西園寺ツーリストの前にコニカAiBORG（アイボーグ）の広告看板がある、などが見られる）。
- 開催都市・会場・日時（すべて1991年）
  - 8月10日 東京 九段会館（第1回 13:30- ／第2回 17:00- ）
  - 8月11日 東京 九段会館（第1回 13:30- ／第2回 17:00- ）第2回公演アンコールにゆうきまさみが（サンデー編集部には内緒で）登場。会場のボルテージは最高潮に。
  - 8月13日 札幌 共済ホール（第1回 13:30- ／第2回 17:00- ）
  - 8月15日 仙台 仙台市民会館大ホール（15:00- ）
  - 8月17日 名古屋 名古屋市公会堂（15:00- ）
  - 8月20日 福岡 メルパルクFUKUOKA（第1回 13:30- ／第2回 17:00- ）
  - 8月22日 広島 広島県民文化センター（第1回 13:30- ／第2回 17:00- ）
  - 8月23日 大阪 難波別院 御堂会館（第1回 13:30- ／第2回 17:00- ）
  - 8月24日 大阪 難波別院 御堂会館（第1回 13:30- ／第2回 17:00- ）